# حاعنخس
حاعنخس، هي ملكة مصرية قديمة غير حاكمة أو زوجة ملك من عهد الأسرة السابعة عشرة، ومن المحتمل أنها زوجة الملك إنتف الثامن.

## التعرف عليها
وهي معروفة فقط من لوحة ابنها الأمير أميني، وتم العثور على اللوحة الجنائزية في قفط ويمكن أن يكون أصلا كانت في دندرة، ويوجد نصفها في متحف بيتري للآثار المصرية، والنصف الآخر في متحف بوشكين. وقد تزوج أميني من الأميرة سوبك إم حب، ابنة الملك سوبكمساف الأول والملكة نوب إم حات.

## ألقابها
ليس معروفاً للملكة حاعنخس سوى لقب واحد:
- زوجة الملك.[3]